# Time (magazin)
A Time (ejtsd: tájm) egy New Yorkban kiadott amerikai heti hírmagazin és internetes híroldal. 1923-ban alapították, eredetileg Henry Luce vezette. Egy a Közel-Keletet, Afrikát és 2003 óta Dél-Amerikát is lefedő európai kiadást (Time Europe korábban Time Atlantic) Londonban szerkesztenek. Az ázsiai kiadást (Time Asia) Hongkongban, az Ausztráliát, Új-Zélandot és a Csendes-óceán szigetvilágát lefedő csendes-óceáni kiadást Sydney-ben jelentetik meg.
A Time a legnagyobb forgalmú heti hírmagazin. 2012-ben az eladott példányszám hárommillió fölött volt, ez a szám 2017-re kétmillióra csökkent. A nyomtatott kiadást 26 millióan olvassák, ebből 20 millió amerikai.
Richard Stengel volt a felelős szerkesztő 2006-tól 2013-ig. Őt Nancy Gibbs váltotta 2013-tól 2017-ig. Jelenleg Edward Felsenthal tölti be a pozíciót.

## Történet
A magazint 1923-ban hozta létre Britton Hadden és Henry Luce, ezzel megalapítva az első heti hírmagazint az Egyesült Államokban. A kettő előzőleg a Yale Daily News-nál dolgozott együtt elnökként, illetve felelős szerkesztőként. A tervezett újságot először Facts-nek nevezték el.  A tömörséget akarták hangsúlyozni, hogy a magazint egy elfoglalt ember is el tudja olvasni egy órán belül. A nevet végül Times-ra változtatták. Hadden a Time magazint fontosnak, de ugyanakkor szórakoztatónak tartotta, ami megmagyarázza az újság gyakori beszámolóit hírességekről, (politikusokat is beleértve) a szórakoztatóiparról és popkultúráról, vagyis olyan témákról amiket túl könnyednek tartottak a komoly hírekhez.
Céljuk az volt, hogy a híreket embereken keresztül mutassák be, emiatt a magazin fedőlapja több évtizedig egy személyt ábrázolt. Újonnan a Time „Az év embere” kiadványokat jelentet meg, amiknek a népszerűsége folytonosan nőtt az évek folyamán.  A cím nevezetes birtokosa volt pl. Barack Obama és Steve Jobs. A Time első számát 1923 március harmadikán adták ki Joseph G. Cannon-nal, az Amerikai Egyesült Államok Kongresszusának nyugdíjazott képviselőházi elnökének a képével a címlapon.
Hadden 1929-es halála után Luce vette át a vezető szerepet a Time-nál, és a 20. századi média jelentős alakja lett. A Time magazin fejlesztésében jelentős szerepet játszott Roy Edward Larsen is.
Ebben az időben 100,000 dollárt teremtettek elő módos volt Yale diákoktól, mint például Henry P. Davison-tól a J.P. Morgan & Co. egy partnerétől, vagy a  J.P. Morgan & Co egy bankárától Dwight Morrow-tól.
Henry Luce és Briton Hadden 1922-ben fogadták fel Larsen-t, habár Larsen a Harvardon végzett, míg Luce és Hadden a Yale-n. Miután Hadden meghalt 1929-ben Larsen 500 részvényt vásárolt a Time Inc.-ből. A legnagyobb részvényes azonban Henry Luce volt, aki autokratikusan vezette a médiakonglomerátumot . A Luce által birtokolt The Time Inc. részvények halálakor 109 millió dollárt értek és évente több mint 2.4 millió dollár osztalékot hoztak neki. A Larsen család Time részvényei körülbelül 80 millió dollárt értek az 1960-as években. Roy Larsen a Time Inc. igazgatója és a ügyvezető bizottság elnöke is volt. Később a bizottság helyettes elnöke volt 1979-ig.
Miután a Time magazin 1923-ban elkezdte kiadni heti példányait, Roy Larsen megnövelte az újság forgalmát a rádió és filmszínházak segítségével. Gyakran népszerűsítette a Time magazin és az Egyesült Államok politikai és üzleti érdekeit is. A March of Time című rövidfilm-sorozat szerint Larsen már 1924-ben bevezette a magazint a gyermekcipőben járó rádiós üzletbe, egy 15 perces Pop Question című kvízshow 1925-ig tartó sugárzásával.
Larsen elintézte egy 30 perces The March of Time című rádióműsor sugárzását a CBS-en keresztül ami 1931 március hatodikán indult. A műsor minden héten bemutatta hét híreinek a dramatizálását, ezzel a Time magazin híre olyan emberekhez is lejutott akik eddig nem is tudtak róla. Ez a magazin forgalmának növekedéséhez vezetett a harmincas években. 1931 és 1937 között a The March of Time rádióműsor a CBS rádióján volt sugározva, utána 1937-től 1945-ig az NBC rádióján.
1989-ben amikor a Time Inc. és a Warner Communications egyesült, a Time a Time Warner része lett a Warner Bros-szal együtt.
A magazin jelenlegi tulajdonosa Marc Benioff a Salesforce.com elnöke és társ ügyvezető igazgatója.

## Forgalom
2009 második felében a magazin eladásai 34.9%-kal csökkentek. 2010 első felében az eladások száma legalább harmadával csökkent. 2010 második felében az eladások tovább csökkentek 12%-kal, ami valamivel több mint 79000 eladott példányt jelent egy héten.
2012-ben 3.3 milliós forgalma volt, ami az Egyesült Államok 11. legnagyobb forgalmú újságjává teszi, és a második legnagyobb forgalmú heti magazinná a People mögött. 2017 októberében a Time kettő millióra csökkentette a példányszámot.

## Stílus
A magazin jól ismert a jellegzetes piros szegélyéről, amit először 1927-ben mutattak be. Ezt a szegélyt csak ötször változtatták meg 1927 óta: a szeptember 11-ei támadások után nem sokkal megjelent kiadáson fekete szegély volt a gyászt jelképezve. Azonban ez egy speciális extra kiadás volt amit gyorsan adtak ki a hír után; a következő szabályos menetrend szerint kiadott példányokon piros szegély volt. Ezenkívül a 2008 április 28-ai, a Föld Napján megjelent és a környezeti problémáknak szentelt számon zöld szegély volt. A szegélyt legközelebb 2011 szeptember 19-én változtatták meg, amikor ezüst színű volt a szeptember 11-ei támadások tizedik évfordulójának alkalmából. Ezüst szegélyt használtak 2012 december 31-én is, Barack Obama "Az év emberének" való megválasztásának alkalmából. A legutóbbi változás a 2016-os november 28 / december 5-ös Minden idők legbefolyásosabb fotói című kiadáson volt, amin úgyszintén ezüst szegély volt.
Richard Nixon volt amerikai elnök volt a Time előlapján egyik leggyakrabban szereplő ember, ugyanis 55 alkalommal jelent meg az 1952 augusztus 25-ei kiadástól az 1994 május másodikai kiadásig.

## Speciális kiadások

### Az év embere
A Time magazin leghíresebb sajátossága az évente megjelenő „Az év embere” címlapsztori, amelyben a magazin elismeri azt a személyt vagy személyek csoportját, akiknek a legnagyobb hatásuk volt az elmúlt 12 hónap főcímeire. A címet az az ember kapja meg aki a legtöbbet változtatott az év menetén; ez azonban nem feltétlenül egy kitüntetés vagy megtiszteltetés. A múltban olyan emberek is megkapták a címet mint Adolf Hitler vagy Joszif Sztálin.

### Time 100
A magazin minden évben összeállít egy éves listát az adott év 100 legbefolyásosabb emberéről. Ezeknek a kiadásoknak a címlapján általában a listán szereplő emberek képe van, és a magazinon belül 100 cikk foglalkozik minden a listán megtalálható emberrel. Bizonyos esetekben több mint 100 személy van a listán, mint például amikor két ember oszt meg egy helyet.

### Piros X címlap
Történelme során öt alkalommal a magazin egy speciális kiadást jelentetett meg, aminek a címlapján egy X volt egy arc vagy egy nemzeti jelkép fölé rajzolva. Az első ilyen kiadás 1945 május hetedikén jelent meg amikor egy piros X volt Adolf Hitler arca fölött. A második X-es kiadás több mint három hónappal később jelent meg 1945 augusztus 20-án, aminek a címlapján egy fekete X volt látható Japán zászlaja felett, ezzel ábrázolva Japán kapitulációját, ami a második világháború végét jelentette.
58 évvel később 2003 április 21-én, két héttel az iraki invázió után, a Time kiadott  még egy X-es kiadást, amin egy piros X volt Szaddám Huszein arcán. 2006 június 13-án a magazin megint megjelentetett egy speciális kiadást, Abu Musab al-Zarqawi Irakban egy amerikai légitámadás miatt bekövetkezett halála után. A legutóbbi piros X-es speciális kiadás 2011 május másodikán jelent meg Oszáma bin Láden halála után.

## Fordítás
Ez a szócikk részben vagy egészben  a   Time (magazine) című angol Wikipédia-szócikk ezen változatának fordításán alapul.  Az eredeti cikk szerkesztőit annak laptörténete sorolja fel. Ez a jelzés csupán a megfogalmazás eredetét és a szerzői jogokat jelzi, nem szolgál a cikkben szereplő információk forrásmegjelöléseként.